# Saif Ali Khan
Saif Ali Khan, född 16 augusti 1970 i New Delhi, är en indisk skådespelare. Han debuterade som skådespelare år 1992 med filmen Parampara och slog igenom med filmer som Kal Ho Naa Ho (2003), Hum Tum (2004), Parineeta (2005), Salaam Namaste (2005), Omkara (2006) och Ta Ra Rum Pum (2007). 
Hans far är Mansoor Ali Khan, före detta kapten för Indiens cricketlandslag och fram till 1971 nawab av Pataudi. Släkten på faderns sida har pashtunska anor. Hans mor är skådespelerskan Sharmila Tagore. Han har en syster som också är skådespelare, Soha Ali Khan. Sedan 2012 är han gift med Kareena Kapoor.
Han har fyra barn: Ibrahim Ali Khan, Aylar Ali Khan pataudi, Sara Ali Khan och Taimur Ali Khan.

## Filmografi
| double-dagger | Kommande Roller |

| År   | Titel                                 | Roll                                 | Övrigt                                                                                                 |
| ---- | ------------------------------------- | ------------------------------------ | --- |
| 1992 | Parampara                             | Pratap Singh                         | |
| 1993 | Aashiq Awara                          | Jimmy / Rakesh Rajpal                | Filmfare Award för Bästa manliga debut                                                                 |
| 1993 | Pehchaan                              | Karan                                | |
| 1994 | Imtihaan                              | Vicky                                | |
| 1994 | Yeh Dillagi                           | Vikram "Vicky" Saigal                | |
| 1994 | Main Khiladi Tu Anari                 | Deepak Kumar                         | Nominerad — Filmfare Award för Bästa manliga biroll                                                    |
| 1994 | Yaar Gaddar                           | Jai Verma                            | |
| 1994 | Aao Pyaar Karen                       | Raja                                 | |
| 1995 | Surakshaa                             | Amar / Prince Vijay                  | |
| 1996 | Ek Tha Raja                           | Sunny                                | |
| 1996 | Bambai Ka Babu                        | Vikram "Vicky"                       | |
| 1996 | Tu Chor Main Sipahi                   | Raja / King                          | |
| 1996 | Dil Tera Diwana                       | Ravi Kumar                           | |
| 1997 | Hamesha                               | Raja / Raju                          | |
| 1997 | Udaan                                 | Raja                                 | |
| 1998 | Keemat: They Are Back                 | Ajay                                 | |
| 1998 | Humse Badhkar Kaun                    | Sunny                                | |
| 1999 | Yeh Hai Mumbai Meri Jaan              | Raju Tarachand                       | |
| 1999 | Kachche Dhaage                        | Dhananjay "Jai" Pandit               | Nominerad — Filmfare Award för Bästa manliga biroll                                                    |
| 1999 | Aarzoo                                | Amar                                 | |
| 1999 | Hum Saath-Saath Hain: We Stand United | Vinod                                | |
| 2000 | Sanam Teri Kasam                      | Vijay Verma                          | |
| 2000 | Kya Kehna                             | Rahul Modi                           | |
| 2001 | Love Ke Liye Kuch Bhi Karega          | Prakash                              | |
| 2001 | Dil Chahta Hai                        | Sameer                               | Filmfare Award för Bästa manliga huvudroll i en komedi                                                 |
| 2001 | Rehna Hai Tere Dil Mein               | Rajiv "Sam" Saamra                   | |
| 2002 | Na Tum Jaano Na Hum                   | Akshay                               | |
| 2003 | Darna Mana Hai                        | Anil Manchandani                     | |
| 2003 | Kal Ho Naa Ho                         | Rohit Patel                          | Filmfare Award för Bästa manliga biroll                                                                |
| 2003 | LOC Kargil                            | Capt. Anuj Nayyar                    | |
| 2004 | Ek Hasina Thi                         | Karan Singh Rathod                   | |
| 2004 | Hum Tum                               | Karan Kapoor                         | National Film Award för Bästa manliga huvudroll Filmfare Award för Bästa manliga huvudroll i en komedi |
| 2005 | Parineeta                             | Shekhar Rai                          | Nominerad — Filmfare Award för Bästa manliga huvudroll                                                 |
| 2005 | Salaam Namaste                        | Nikhil "Nick" Arora                  | |
| 2006 | Being Cyrus                           | Cyrus Mistry                         | Engelsk film                                                                                           |
| 2006 | Omkara                                | Ishwar "Langda" Tyagi                | Filmfare Award för Bästa manliga huvudroll i en negativ karaktär                                       |
| 2007 | Eklavya: The Royal Guard              | Harshwardhan                         | |
| 2007 | Nehlle Pe Dehlla                      | Jimmy                                | |
| 2007 | Ta Ra Rum Pum                         | Rajveer "RV" Singh                   | |
| 2008 | Race                                  | Ranvir "Ronnie" Singh                | |
| 2008 | Tashan                                | Jimmy Cliff                          | |
| 2008 | Thoda Pyaar Thoda Magic               | Ranbeer Talwar                       | |
| 2008 | Roadside Romeo                        | Romeo (röst)                         | |
| 2009 | Love Aaj Kal                          | Jai Vardhan Singh / Young Veer Singh | Nominerad — Filmfare Award för Bästa manliga huvudroll                                                 |
| 2009 | Kurbaan                               | Ehsaan Khan / Khalid                 | |
| 2011 | Aarakshan                             | Deepak Kumar                         | |
| 2012 | Agent Vinod                           | Agent Vinod                          | |
| 2012 | Cocktail                              | Gautam Kapoor                        | |
| 2013 | Race 2                                | Ranvir "Ronnie" Singh                | |
| 2013 | Go Goa Gone                           | Boris                                | |
| 2013 | Bullet Raja                           | Raja                                 | Filmar (Släpps den 6 september 2013)                                                                   |